# Neustadtsynagoge (Dębica)

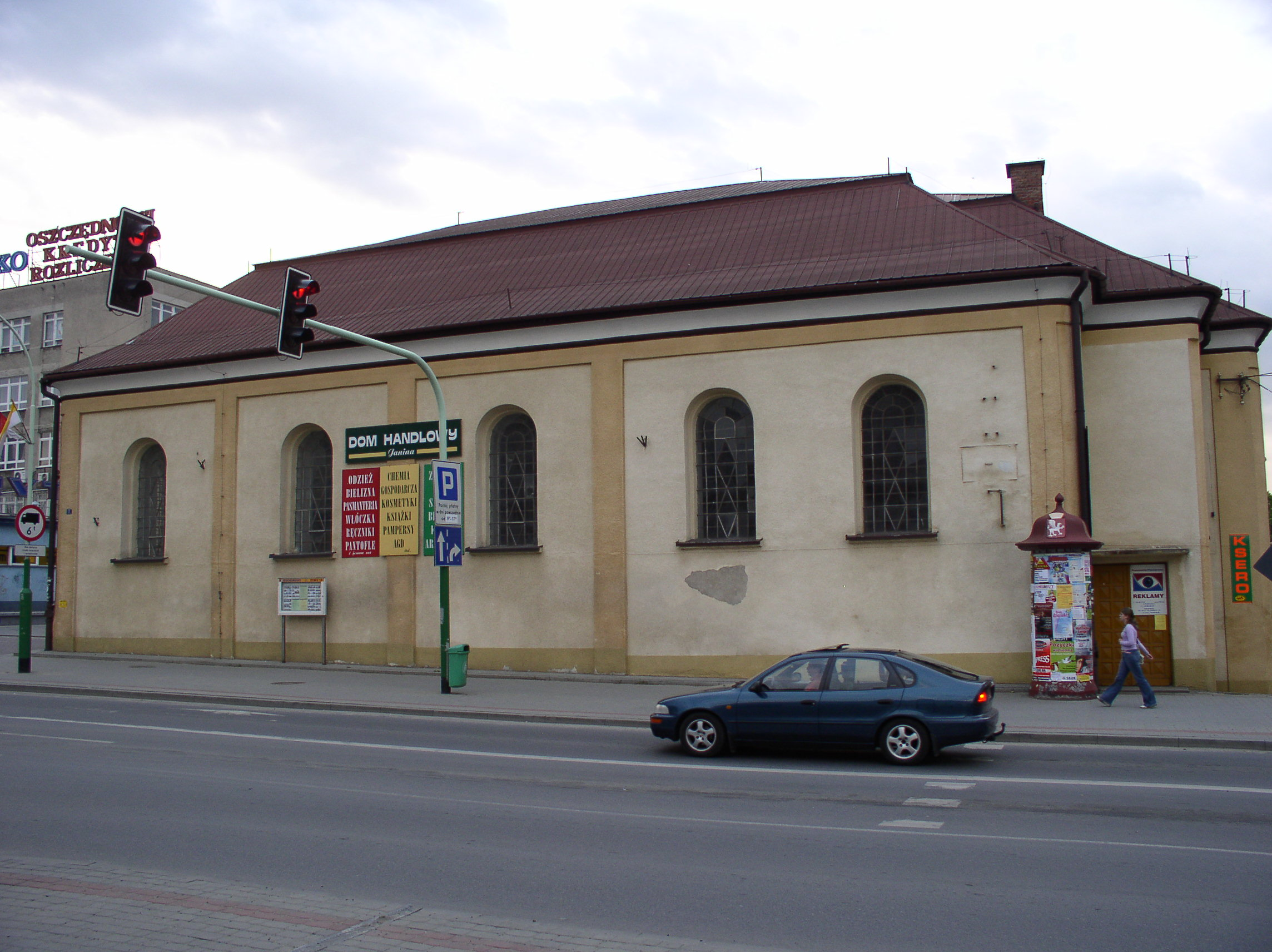
Synagoge in Dębica

Die Neustadtsynagoge in Dębica, einer polnischen Stadt in der Woiwodschaft Karpatenvorland, wurde ursprünglich Ende des 17. Jahrhunderts errichtet und Mitte des 18. Jahrhunderts umgebaut. Die profanierte Synagoge befindet sich in der Krakowska-Straße 3. Der Hauptraum ist 30 Meter lang und 16 Meter breit, er besitzt eine Frauenempore.
Das Gebäude wurde von den deutschen Besatzern während des Zweiten Weltkriegs verwüstet.
In den 1960er Jahren wurde das Gebäude zu einem Ladengeschäft umgebaut. 